# Біллі Блокада
«Блокада Біллі» (англ. Blockade Billy) — повість американського письменника Стівена Кінга 2010 року.
У ній розповідається історія бейсболіста Вільяма Блеклі на прізвисько «Біллі Блокада», вигаданого кетчера, який короткий період грав за команду «Титанів Нью-Джерсі» протягом сезону 1957 року. Кінг написав її за рекордні два тижні. Сам Стівен Кінг висловився про повість так:
|  | Я люблю старий-добрий бейсбол, і я теж люблю як розповідають про нього люди, які провели в грі своє життя. Я намагався об'єднати ці дві речі в напруженій історії. Люди часто запитували мене протягом багатьох років, коли я збираюся написати бейсбольну історію. Тож більше не запитуватимуть: ось вона. |

## Сюжет
Видавництво на внутрішній обкладинці книги надрукувало:
|  | Він, можливо, був найкращим гравцем, якого коли-небудь бачили, але нині ніхто не пам'ятає його ім'я. Він був першим і єдиним гравцем, існування якого було викреслено з книги рекордів. Навіть його команда давно забута. Було зроблено все можливе, щоб стерти будь-які докази, що Вільям Блеклі професійно грав у бейсбол, і не без причини. Таємниця Біллі Блокади темніша за будь-які пігулки або ін'єкції, що викликають скандали в сучасному світі. Його секрет був набагато, набагато гіршим. |

У будинку для людей похилого віку колишній бейсболіст Джордж Грантем розповідає автору про сезон Вищої бейсбольної ліги 1957 року, коли він був третім тренером бази нині неіснуючої команди «Титани Нью-Джерсі».
Коли команда втрачає обох своїх кечерів за кілька днів до початку сезону, вона змушена в останню хвилину запросити гравця нижчої ліги на заміну. Це виявляється молодий чоловік на ім'я Вільям «Біллі» Блеклі. Хоча Біллі здається некмітливим і неслухняним, він виявляється феноменальним гравцем. Завдяки вмінню зупиняти суперників, він отримує прізвисько «Біллі Блокада» серед уболівальників. Він швидко стає улюбленцем команди, особливо у зіркового пітчера Денні Дусена, зазвичай зарозумілого, егоцентричного чоловіка, який сприймає Біллі як особистий талісман. Однак Джордж підозрює, що Біллі — підступний чоловік, коли гравець, який отримав важку травму під час ауту, звинувачує Біллі в тому, що це він навмисно порізав йому ногу. Хоча Біллі стверджує, що невинний, і немає жодних доказів на підтримку звинувачення, Джордж переконаний, що Біллі бреше. Впродовж сезону популярність Біллі продовжує зростати.
Одного разу Джордж приходить перед грою і застає менеджера команди в стані паніки. Відмовляючись пояснювати що сталося, менеджер просить Джорджа замінити його, сказавши, що команда заслуговує на останню гру. Під час наступної гри суддя Гей Вендерс виганяє Джорджа через суперечку на полі. Джордж повертається до роздягальні та знаходить менеджера з двома поліцейськими та детективом. Вони пояснюють, що Біллі — самозванець; його справжнє ім'я Юджин Кацаніс, сирота, який працював на фермі Блеклі. Він убив справжнього Вільяма Блеклі з його батьками та присвоїв його ім'я. Джордж припускає, що Юджин зазнав насильства з боку Вільяма, підставою для чого була заздрість Вільяма неперевершеній грі Юджина.
Джорджа просять знайти привід аби Юджин прийшов до роздягальні і його там заарештували. Проте Юджин підозрює, що це пастка. Після викриків натовпу, що суддю треба вбити, Юджин поспішає до Вендерса та перерізає йому горло. Слідом його беруть під варту.
Наостанок Джордж розповідає, що без Юджина команду покинув успіх.

## Переклад українською мовою
Переклад виконали Анатолій Пітик і Катерина Грицайчук для українського видання збірки оповідань «Ярмарок нічних жахіть», до складу якої ввійшла повість.